# 2015年聯合國氣候變化大會
2015年聯合國氣候變化大會，即《聯合國氣候變化框架公約》第21次締約方會議、以及《京都議定書》第11次締約方會議，於2015年11月30日至12月12日在法國首都巴黎近郊的勒布爾熱舉行，為期13天。簡稱「COP 21」或「CMP 11」。
這次會議的目標是達成具有約束力的措施，解決氣候變化問題，遏制全球氣溫上升。本次會議被視為「拯救地球最後、最佳的機會」，同時也是最多國家領導人參與的一屆。

## 概要

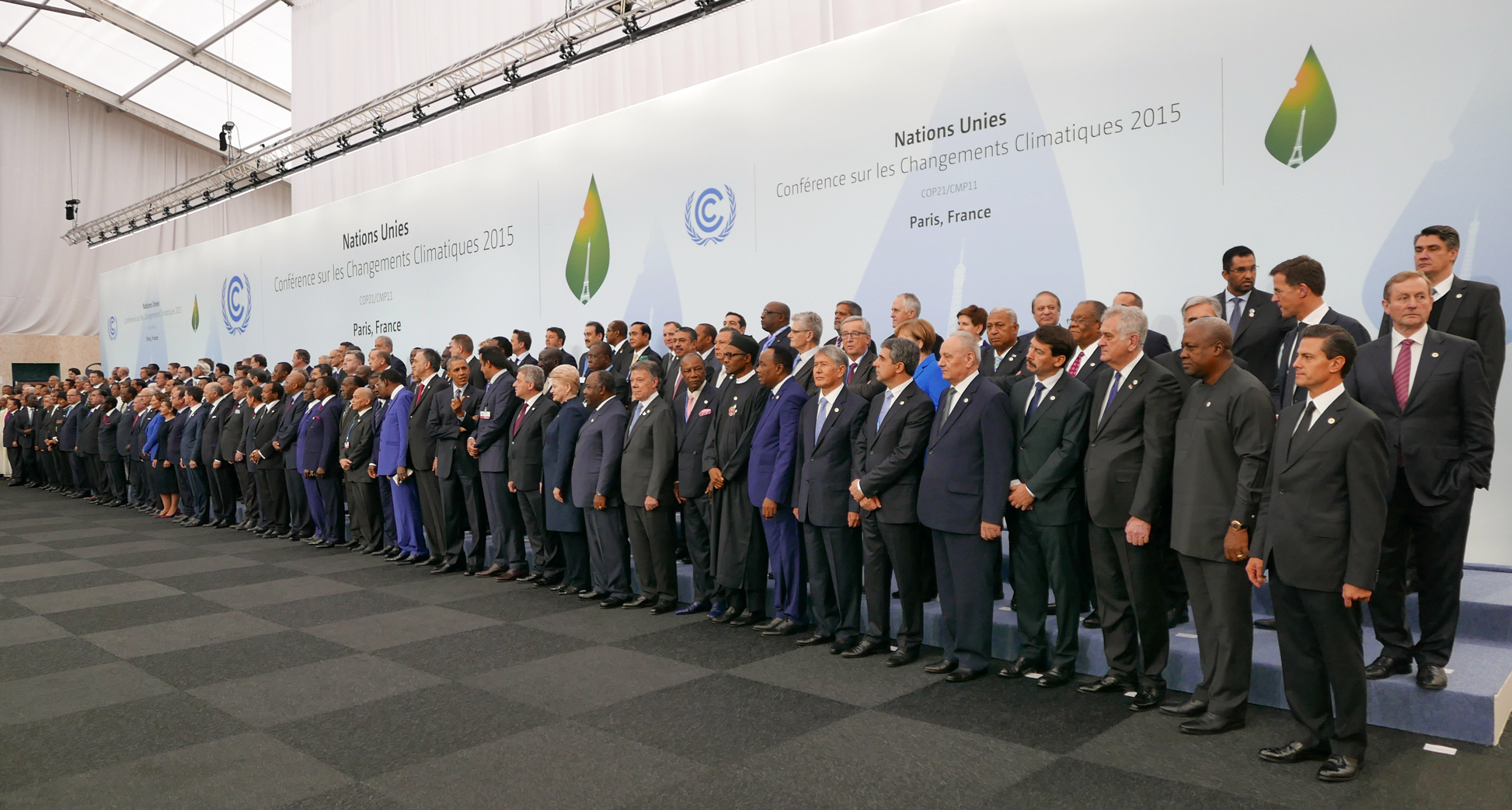
COP 21的代表們

隨着《京都議定書》將於2020年到期，與會國希望能通過具有法律效力的決議以取代《京都議定書》，本次將以「抑制全球暖化」的議題進行協議，目標是減少溫室氣體排放，讓地球暖化速度在2100年時，全球氣溫不會上升超2度，阻止全球暖化加劇。與往届不同的是，在巴黎大會召開之前，已經約有180個國家提交了各国在温室氣體减排上的自主方案（INDCS）。
2015年12月5日各國通過新的聯合國氣候協議草案，草案的主要內容包括，針對減緩氣候變化、增加發展中國家相關預算等議題。

## 響應
本届聯合國氣候變化大會在全球各大城市均引起不同的遊行、集會和示威，要求各國領袖正視氣候變化的問題。但巴黎因在早前遭到恐怖襲擊，民眾被禁止遊行，不過政府因為反恐因素，也沒有放鬆原本用來對付民眾的警力佈署。同时本次气候峰会共有5000多名青年代表参加。

## 会议成果
当地时间2015年12月12日，联合国气候变化框架公约195个缔约国一致同意通过《巴黎协议》。协议第二条指明将通过以下内容“加强《公约》”：

1. 把全球平均气温升幅控制在工业化前水平以上低于1.5℃之内，同时认识到这将大大减少气候变化的风险和影响；
2. 提高适应气候变化不利影响的能力并以不威胁粮食生产的方式增强气候抗御力和温室气体低排放发展；
3. 使资金流动符合温室气体低排放和气候适应型发展的路径。

## 外部連結
- 會場網站
- UNFCCC網站（页面存档备份，存于）
- YouTube上的2015 United Nations Climate Change Conference頻道